# Neurobathra strigifinitella
Neurobathra strigifinitella är en fjärilsart som först beskrevs av James Brackenridge Clemens 1860.  Neurobathra strigifinitella ingår i släktet Neurobathra och familjen styltmalar. Inga underarter finns listade i Catalogue of Life.